# Amphoricarpos praedictus
Amphoricarpos praedictus là một loài thực vật có hoa trong họ Cúc. Loài này được Ayasligil & Grierson mô tả khoa học đầu tiên năm 1984.